# J. Burrwood Daly

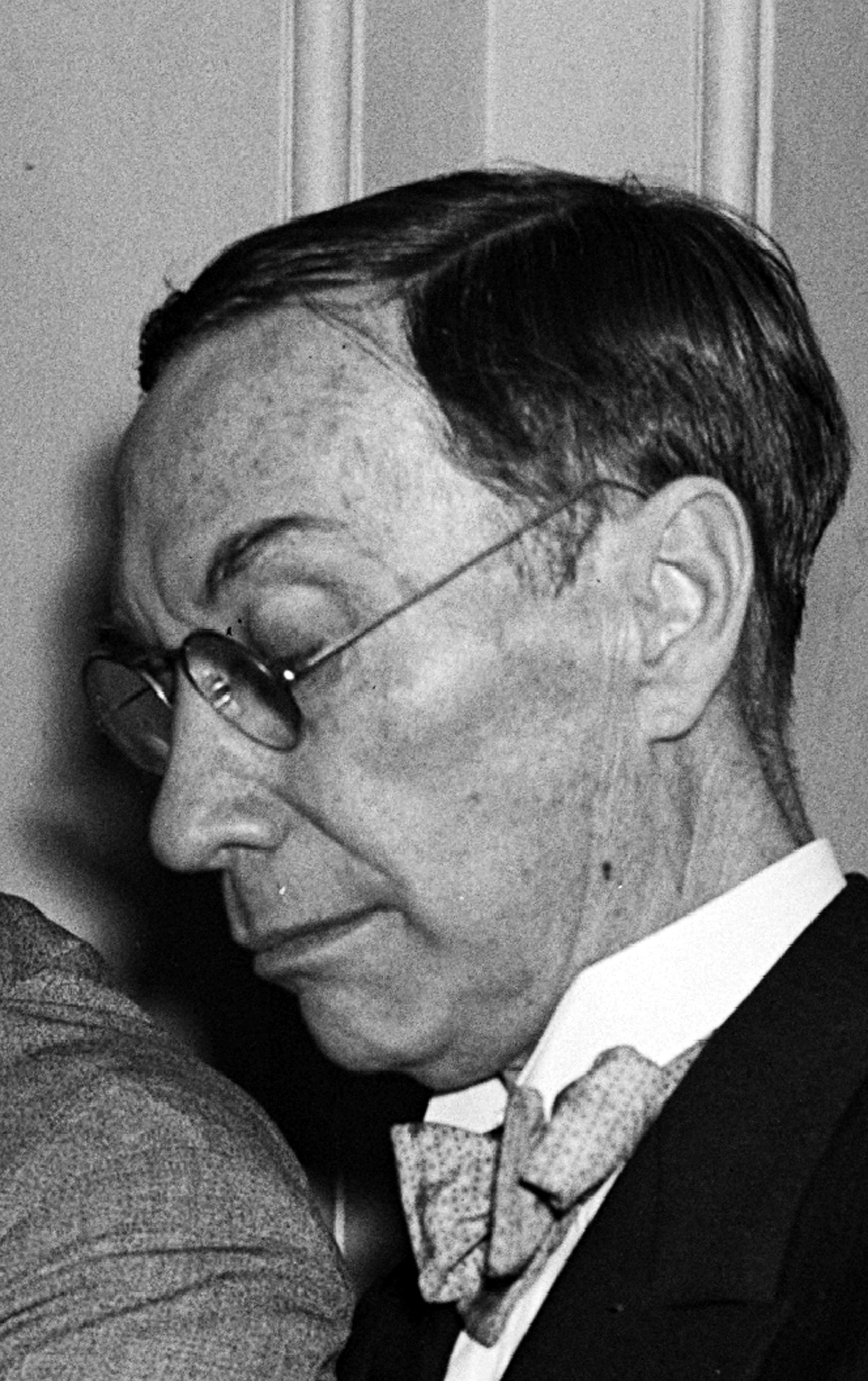
J. Burrwood Daly (1935)

John Burrwood Daly (* 13. Februar 1872 in Philadelphia, Pennsylvania; † 12. März 1939 ebenda) war ein US-amerikanischer Politiker. Zwischen 1935 und 1939 vertrat er den Bundesstaat Pennsylvania im US-Repräsentantenhaus.

## Werdegang
J. Burrwood Daly besuchte die öffentlichen Schulen seiner Heimat und danach bis 1890 das La Salle College, ebenfalls in Philadelphia. Anschließend studierte er bis 1896 an der dortigen University of Pennsylvania. Nach einem Jurastudium und seiner 1896 erfolgten Zulassung als Rechtsanwalt begann er in Philadelphia in diesem Beruf zu arbeiten. Von 1914 bis 1922 war er stellvertretender Staatsanwalt in Philadelphia. Danach war er von 1923 bis 1930 Fakultätsmitglied am La Salle College. Gleichzeitig schlug er als Mitglied der Demokratischen Partei eine politische Laufbahn ein.
Bei den Kongresswahlen des Jahres 1934 wurde Daly im vierten Wahlbezirk von Pennsylvania in das US-Repräsentantenhaus in Washington, D.C. gewählt, wo er am 3. Januar 1935 die Nachfolge des Republikaners George W. Edmonds antrat. Nach zwei Wiederwahlen konnte er bis zu seinem Tod am 12. März 1939 im Kongress verbleiben. Während dieser Zeit wurden dort viele der New-Deal-Gesetze der Roosevelt-Regierung verabschiedet.